# Телевангелизм

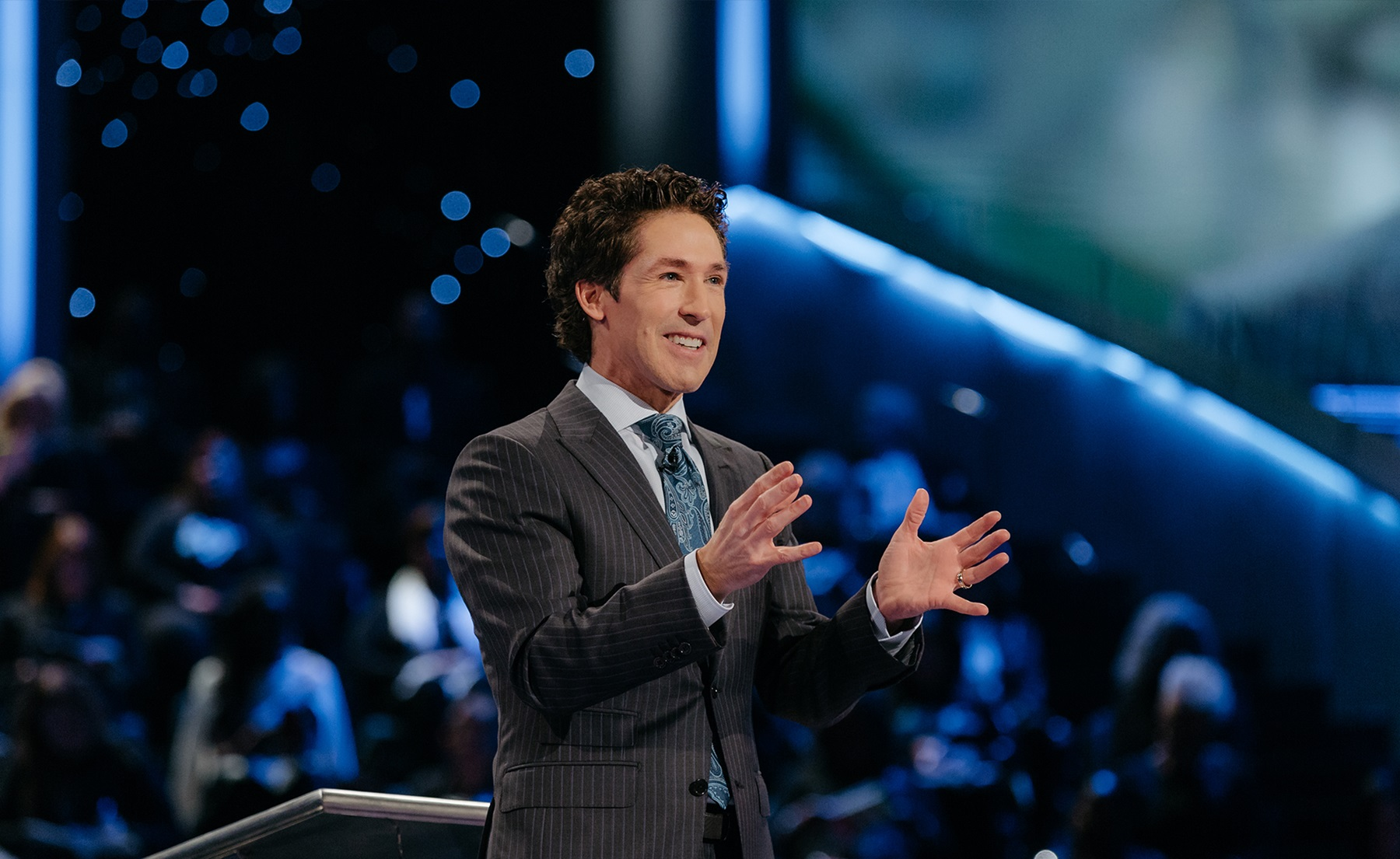
Выступление телевангелиста Джоэля Остина в мегацеркви Lakewood Church (Хьюстон, штат Техас).

Телевангели́зм (англ. Televangelism) — использование телевидения для распространения христианства. Термин, объединяющий слова «телевидение» и «Евангелие», был впервые предложен журналом «Time», и описывает христианского проповедника, значительная часть проповедей которого распространяется с помощью телевещания.

## Происхождение
Телевангелизм является преимущественно американским явлением. В значительной степени дерегулированные СМИ могут дать трибуну любому, кто в состоянии себе это позволить, а значительное христианское население обеспечивает достаточные пожертвования. Глобализация позволила телевангелистам существенно расширить свою аудиторию за счёт международного вещания, и образовать специализированные телеканалы, такие, как Trinity Broadcasting Network и GOD TV. Феномен собственного телевангелизма также наблюдается и в некоторых других странах, в частности, в Бразилии. Некоторые телевангелисты являются пасторами, читающими проповеди и в более традиционных богослужебных учреждениях, однако большинство их последователей слушают их проповеди по радио и телевидению.

## История
Христианстские служители всегда были нацелены на проповедь и распространение этой религии по всему миру. Исторически это выражалось в миссионерской деятельности и распространении религиозной литературы. Уже в 1920-х годах появляются христиане, понявшие, что быстрое увеличение популярности радио может сделать его полезным инструментом и для религиозных целей. Радиопередачи стали дополнением к традиционному миссионерству, имея и свои преимущества. Так, радиопередачи могли достигать больших масс людей при наименьших затратах, вещание могло проводиться и на страны, где миссионерство вообще было под запретом. Христианские радиостанции в УКВ диапазоне существуют и в настоящее время.
Первопроходцем среди евангелистов стал американский религиозный деятель, глава протестантской Христианской вселенской (католической) церкви (англ. Christian Catholic Apostolic Church) Уилбур Гленн Волива, помимо всего прочего, прославившегося как мракобес и сторонник теории плоской Земли. В 1923 году в городе Сион-Сити (штат Иллинойс), основанном предыдущим главой церкви, Джоном Доуи, была основана радиостанция под позывным WCBD, расположившаяся в специально построенном для неё здании (находившимся в центральном парке города) и вещавшая с мощностью 5000 Вт. Девиз станции WCBD гласил: «Там где правит Бог, человек процветает», что и отражает политику вещания: среди прочего, на станции транслировались программы религиозного содержания, в том числе продвигая взгляды Воливы, неоднократно появлявшегося на передачах радиостанции. Радиус вещания станции охватывал всю Америку, а передачи слушали даже на кораблях в море. Некоторые из слушателей под влиянием передач переезжали в Сион, дабы начать новую жизнь. Однако в 1937 году, когда из-за последствий Великой Депрессии город находился вместе с церковью в упадке, неким подростком, чьи родители разорились из-за Воливы, был совершён поджог здания радиостанции и единственного храма в городе, из-за чего оба здания сгорели дотла, и ни одна из записей передач до нашего дня не сохранилась.
Другим из первопроходцев стал протестантский пастор либеральной направленности Самуэль Паркс Кадман, также начавший проповедовать по радио в 1923 году. В 1928 году Кадман стал вести еженедельную воскресную радиопередачу, собиравшую по всей стране аудиторию до пяти миллионов человек. Также из первопроходиц радио-проповедей можно назвать пасторшу Эйми Семпл Макфёрсон, также широко известную в США в 1920-е и 1930-е годы, и построившую одну из первых мегацерквей.
Во время Великой депрессии 1930-х на американском Среднем Западе и Юге происходит всплеск активности странствующих проповедников, путешествующих из города в город, и живущих на пожертвования. Некоторые из них, заработав определённую популярность, начинают вести проповеди по радио. Кроме того, в 1930-е годы широкую популярность завоёвывают радио-проповеди римско-католического священника Чарльза Кофлина, стоявшего на резко антикоммунистических и антисемитских позициях.
Телевещание в США также появляется в 1930-х, однако оно становится широко распространённым только после Второй мировой войны. Первым телепроповедником стал католический викарный епископ Нью-Йоркской архиепархии (а впоследствии — архиепископ Ньюпортский) Фултон Шин, в 1951 году успешно перешедший на телевидение после двадцати лет радио-проповедей.
После перестройки в России также появились телеевангелисты преимущественно из пятидесятнической среды, например Дмитрий Шатров, епископ Санкт-Петербургский церкви РОСХВЕ. В какой-то степени телевангелистской телепередачей можно назвать выходящее с 1994 года «Слово пастыря», чьим бессменным ведущим является патриарх Московский и всея Руси с 2009 года Кирилл. Из других служителей РПЦ, известных проповедью посредством телевидения, можно отметить Дмитрия Смирнова и Андрея Ткачёва.

## Критика
Телевангелисты зачастую подвергаются критике более традиционных христианских проповедников. Американский проповедник Джон Макартур в 2003 году публично обвинил их в мошенничестве:

Пора кому-нибудь прямо сказать: все эти «исцеляющие верой» и «проповедники здоровья и богатства», которые правят религиозным телевидением — бессовестные мошенники. Их послание — это не истинная Благая весть Иисуса Христа. И ничего духовного или чудотворного в их сценической софистике нет. Всё это — коварные уловки, с помощью которых они подчиняют себе отчаявшихся людей. Это не служители Господа, а жадные самозванцы, которые ради денег совершают надругательства над Словом Божьим. Это не настоящие пасторы, которые пасут Божье стадо, а наймиты, чьё единственное предназначение — ободрать овец. Их любовь к деньгам очевидна благодаря всему, что они говорят, равно и тому, как они живут. Они утверждают, что владеют огромной духовной силой, но на самом деле они заурядные материалисты и враги всего святого.
Оригинальный текст (англ.)Someone needs to say this plainly: The faith healers and health-and-wealth preachers who dominate religious television are shameless frauds. Their message is not the true Gospel of Jesus Christ. There is nothing spiritual or miraculous about their on-stage chicanery. It is all a devious ruse designed to take advantage of desperate people. They are not Godly ministers but greedy impostors who corrupt the Word of God for money's sake. They are not real pastors who shepherd the flock of God but hirelings whose only design is to fleece the sheep. Their love of money is glaringly obvious in what they say as well as how they live. They claim to possess great spiritual power, but in reality they are rank materialists and enemies of everything holy.

Скандальную известность получил американский телевангелист палестинского происхождения Бенни Хинн, практикующий «Крестовые походы за чудесами» (англ. Miracle Crusades), в ходе которых устраивает «исцеления» слепых, глухих, больных раком и СПИДом. Махинации другого американского телевангелиста, на этот раз болгарского происхождения, Питера Попоффа, были разоблачены в 1986—1987 годах скептиком и фокусником-иллюзионистом Джеймсом Рэнди, указавшим, что проповедник при сеансах «исцеления» использовал скрытый наушник и радиосвязь для связи со своей супругой.
Проповеди многих телевангелистов могут сильно отклоняться от традиционной христианской доктрины, в силу чего они, как правило, действуют вне каких-либо христианских деноминаций, поскольку никто не соглашается их принять. В свою очередь, телевангелисты утверждают, что они распространяют Евангелие среди миллионов человек по всему миру, и обращают множество людей в христианство. Однако такие утверждения мало проверяемы и часто оспариваются.
Финансовые потоки вокруг телевангелистов зачастую непрозрачны. Исследование сент-луисской газеты «St. Louis Post-Dispatch» 2003 года показало, что лишь один из 17 телевангелистов сотрудничает с Евангелическим советом за финансовую прозрачность. Также многие телевангелисты проповедуют т.н. Евангелие процветания, щедро обещая своим последователям материальное, финансовое, физическое и духовное благополучие. Некоторые телевангелисты располагают значительными активами, дорогими автомобилями, недвижимостью, или даже частными самолётами. Подобная практика противоречит традиционному христианскому мировоззрению. Телевангелизм постоянно требует денег на продюсирование телепередач и время на эфирных и кабельных телеканалах, для чего непрерывно собираются пожертвования, распространяются компакт-диски и литература.
Рок-музыкант Фрэнк Заппа так отзывался о телевангелизме как о явлении:

По-моему, нечего насмехаться над молитвой в подлиннейшем смысле этого слова, однако прискорбно, что людьми манипулируют, а их энергию — их жизненную силу — узурпируют и обращают на благо Энергососущего Видеовампира, который руководит молитвой. В этом суть телевангелизма.

В худшем случае телевангелизм приводит к тому, что всей конгрегации предлагают молиться за скорейшую смерть члена Верховного суда.

## В культуре

### В музыке
- Британская рок-группа Genesis посвятила феномену телевангелизма свою сатирическую песню Jesus He Knows Me, второй трек с альбома We Can’t Dance.
- Песня группы Metallica Leper Messiah с альбома Master of Puppets посвящена критике телевангелизма.
- Рок-группа The Black Keys выпустила видеоклип на свою песню Fever, где был освещён данный феномен. В самом клипе используются нарезки из передач различных телевангелистов.
- Метал-группа Iron Maiden записала песню Holy Smoke, текст которой посвящён скандалам, связанными с деятельностью телевангелистов. Это одна из немногих песен группы, содержащих нецензурную лексику.

### Другое
- Телевангелисты появляются в компьютерной игре Civilization: Call to Power, играя роль священника в современную эпоху.